# Энергопром
Эл 6 (ранее Группа ЭПМ) — ведущая российская компания, специализирующаяся на выпуске углеграфитовой продукции.

## О компании
Основное направление деятельности — производство высокотехнологичной электродной, катодной и другой углеграфитовой продукции для предприятий сталелитейной, алюминиевой, ферросплавной, кремниевой, химической и машиностроительной отраслей. Компания входит в ТОП 10 крупнейших мировых производителей углеграфитовой продукции. География поставок – более 60 стран мира.
- Производитель углеграфитовой продукции №1 в России
- 5% мирового производства углеграфитовой продукции
- 50% российского потребления углеграфитовой продукции
- Поставщик №1 катодных блоков в России
- 70 лет работы с углеродом
- Более 1000 клиентов в мире
- Клиенты в 60 странах мира
- Производственные мощности 150 000 тонн в год

## История
В 2007 году АО «ЭНЕРГОПРОМ МЕНЕДЖМЕНТ» завершило консолидацию предприятий электродной отрасли, находящихся под его управлением. В Группу ЭПМ вошли ОАО «ЭПМ-Новочеркасский электродный завод», ОАО «ЭПМ-Челябинский электродный завод» и ЗАО «ЭПМ-Новосибирский электродный завод».  
В 2008 г. группа ЭПМ внесена в список системообразующих предприятий РФ.  
В 2010 году открыто первое представительство Группы в Европе (Германия).  
ООО «Эл 6» было зарегистрирована в Москве в декабре 2018 года, его учредителями стали ООО «Группа «ЭПМ»» и известный российский бизнесмен, бывший генеральный директор компании «Т Плюс» Борис Вайнзихер.
В 2021 году Группа ЭПМ объявила о ребрендинге. Новое название компании – Эл 6, название заводов: Эл 6 Новосибирск, Эл 6 Новочеркасск, Эл 6 Челябинск.  
В 2022 году завершена консолидация активов компании Эл 6 (ранее Группа ЭПМ).

## Собственники
По данным на октябрь 2022 года, долями в уставном капитале ООО «Группа «ЭПМ»» владели:
- 42,28% — ООО «Ренова актив»;
- 29,99% — Белфилдо Девелопмент Инк. (Белиз) через ООО «Холдинговая компания ЭПМ»;
- 17,73% — Игорь Мацук через ООО «Апрель»;
- 9,999991% — Борис Вайнзихер через ООО «Томкеа»[3].

## Структура Группы
В компанию входят три крупнейших электродных предприятия: Эл 6 Новосибирск, Эл 6 Челябинск и Эл 6 Новочеркасск.

## Продукция
Электроды графитированные
Электроды угольные
Блоки катодные
Массы, пасты
Углеродосодержащие материалы
Антрацит прокаленный

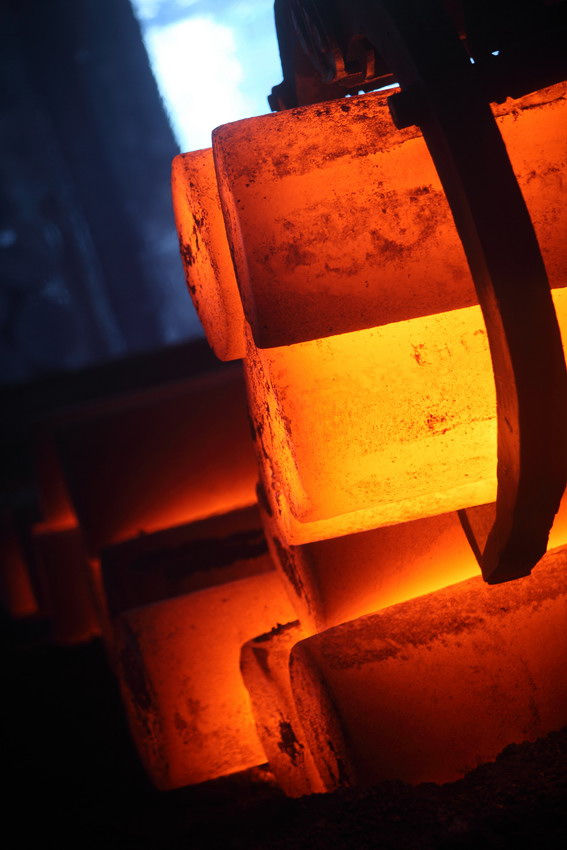

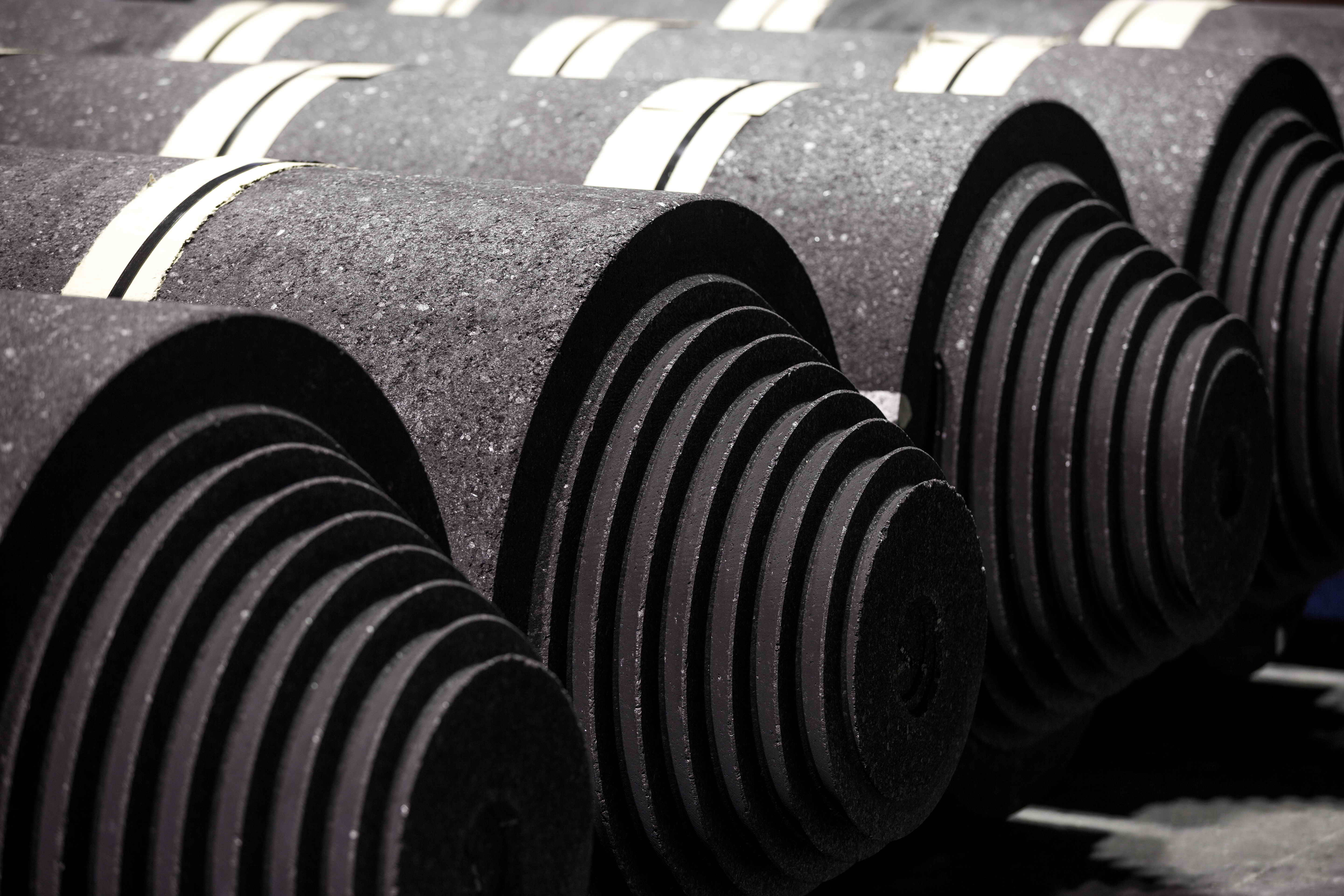
Угольные электроды

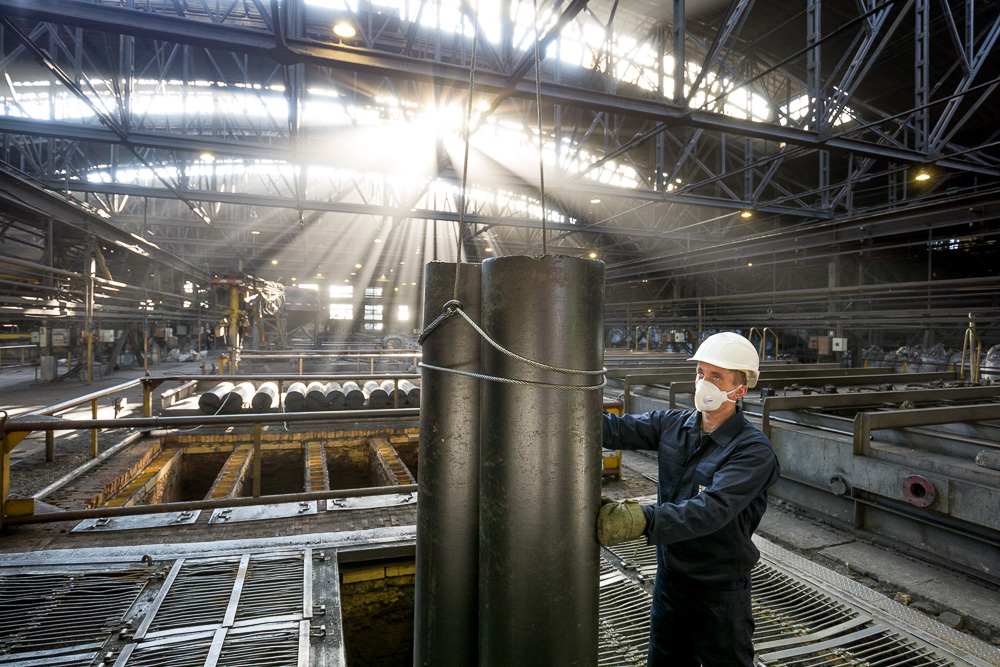
Графитированные электроды

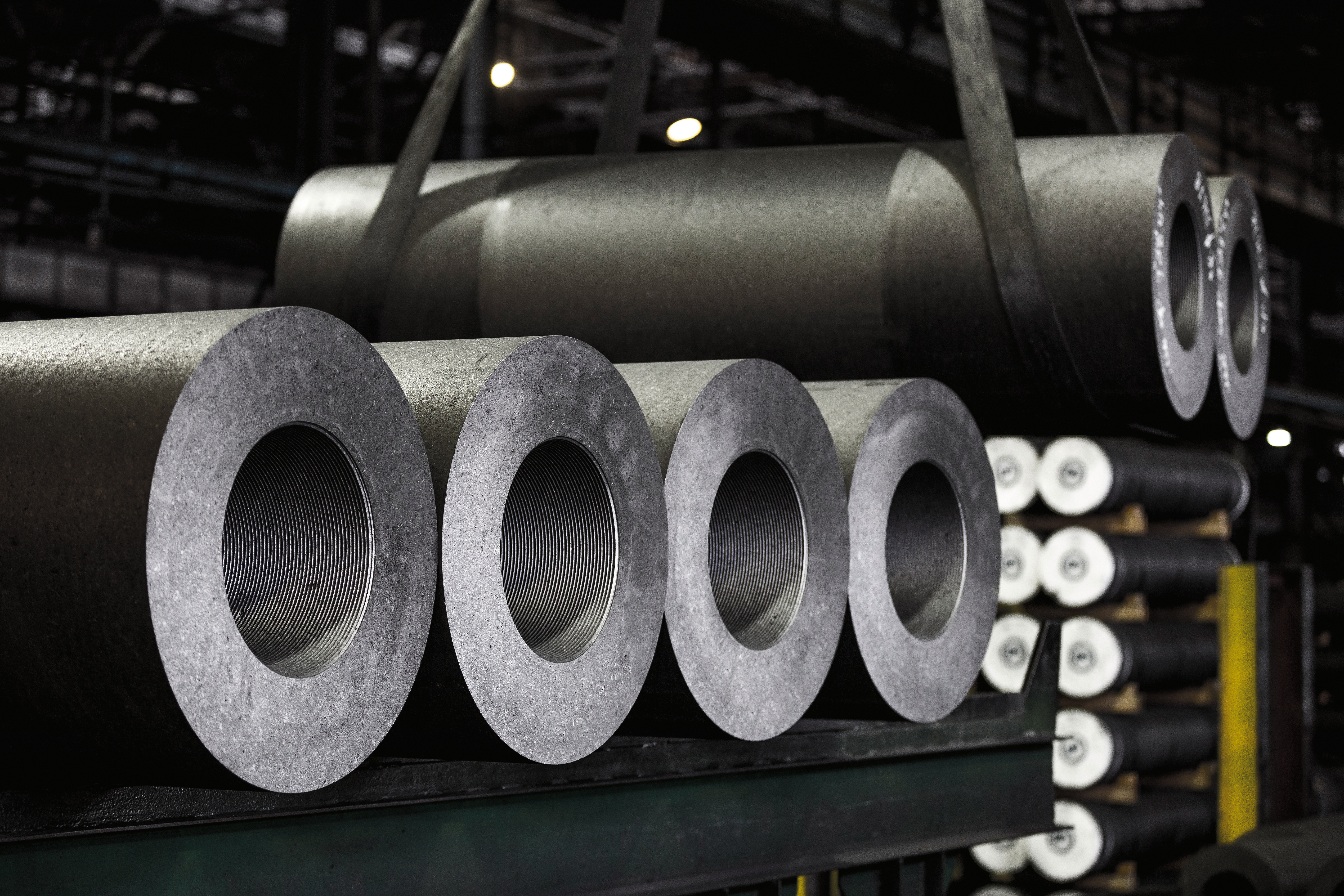
Графитированные электроды

Теплообменное оборудование из графитовых материалов
Изделия из антикоррозионного графитопластового теплопроводного материала (АТМ)
Фасонные изделия из графитов различных марок
Пиролитический графит, углерод-углеродные материалы
Конструкционные материалы
Коксовые пластины

## Производственные мощности
Графитированные электроды — 48 000 тонн в год
Угольные электроды — 30 000 тонн в год
Катодные блоки — 30 000 тонн в год
Массы — 90 000 тонн в год

## Изостатический графит
Изостатический графит (ИСГ) — специальный вид графита, получаемый при формовании углеродного сырья методом изостатического прессования и нескольких этапов высокотемпературной обработки. ИСГ обладает рядом уникальных свойств, таких как высокая тепло- и электропроводимость, устойчивость к высоким температурам, легкость обработки, износостойкость и химическая резистентность. ИСГ используется традиционно в металлургии, а также в авиации и ракетостроении, атомной энергетике, производстве элементов солнечных батарей, производстве полупроводников, машиностроении, электронной промышленности, биомедицине, выращивании кристаллов особо чистого кремния и алмазов.
ИСГ в России массово не производится.
Проект Группы Эл 6 по промышленному производству наномодифицированного изостатического графита запущен в 2011 году. Для получения ИСГ в сырье (пек) равномерно добавляются углеродные наночастицы, которые повышают электропроводность материала в среднем на 22 %, а прочность при сжатии — на 39—57 %. 